# De Grote Weede
De Grote Weede of Terwee was een havezate ten oosten van de Nederlandse stad Hasselt, provincie Overijssel. Op de locatie van de verdwenen havezate staat tegenwoordig een boerderij.

## Geschiedenis
Het goed Grote Weede was in de 15e eeuw in eigendom van de familie Mulert. Mogelijk was er al vóór 1450 sprake van een versterkt huis, omgeven door wallen en grachten.
In 1488 had toenmalig eigenaar Hessel Mulert, schout in Hasselt, een geschil met zijn buurman Johan Koetgen over een weg bij het huis Terwee.

### Stukgelopen huwelijk
In 1545 bracht Johanna Mulert het goed Groter Wede in bij haar huwelijk met Marten Grevinck. Het was op dat moment een allodiaal goed, dus in volledig eigendom. Het huwelijk tussen Johanna en Marten verliep overigens niet zo goed en Johanna ging er met een andere man vandoor. Ook die relatie hield niet stand, maar ze kreeg nog wel drie kinderen met hem. Ze overleed in 1570 te Arnhem.
Intussen was Marten Grevinck op de Grote Weede blijven wonen; waarschijnlijk was hij ook degene die de havezate heeft laten bouwen. Omdat het huwelijk van Marten en Johanna kinderloos was gebleven, eisten de erfgenamen uit de familie Mulert na Johanna's dood De Groote Weede op. Een voorstel tot een schikking werd door Mechteld Mulert afgewezen, waarna een proces volgde waarin zij door de schout van Hasselt in het gelijk werd gesteld. Het hoger beroep dat Marten wilde instellen, kon niet plaatsvinden: door het uitbreken van de Tachtigjarige Oorlog was de stadhouder van Overijssel verwikkeld geraakt in de strijd en ook de landdag van 1576 kon geen doorgang vinden. Pas in 1580 keerde de rust tijdelijk weer terug toen stadhouder George van Lalaing graaf van Rennenberg de situatie onder controle kreeg. De teruggekeerde schout van Hasselt nam De Grote Weede in beslag door er soldaten te huisvesten en Marten Grevinck week uit naar zijn woning in Hasselt. Overigens bleef de Grote Weede niet lang in bezit van de Mulerts, want na Martens overlijden erfde alsnog zijn zus Jutte Grevinck de havezate.

### Van den Clooster
Jutte Grevinck was gehuwd met Roelof van den Clooster (†1586). Hun zoon Wolter (1548-1604) kreeg na de dood van Roelof De Grote Weede als erfdeel toegewezen. Wolter wist het goed vrij te maken uit de belastingen - een van de kenmerken van een havezate - en werd in 1598 als riddermatige toegelaten tot de landdag.
In 1604 overleed Wolter en hij liet de havezate na aan zijn zoon Roelof van den Clooster (†1638). In 1619 werd Roelof toegelaten tot de Ridderschap en zes jaar later vrijde hij De Grote Weede uit de belastingen. In 1628 werd hij hoogschout van Hasselt. Roelof huwde Elsabe van Gladbeeck met wie hij negen kinderen kreeg. Na Roelofs overlijden in 1638 bleef Elsabe het vruchtgebruik van De Grote Weede behouden, maar hun oudste zoon Wolter (†1650) nam in 1646 wel het beheer van de havezate over en werd tevens lid van de Ridderschap. Hij trouwde met Fenna Helena Aleid van Broeckhuysen (1626-1712) en kreeg bij haar twee kinderen.

#### Processen
Wolter van den Clooster overleed in 1650, waarna zijn moeder Elsabe van Gladbeeck vanwege de erfenis in een juridische strijd terecht kwam met haar zwager Johan van den Clooster, de broer van haar overleden man Roelof. De proceskosten liepen zo sterk op dat Wolters weduwe Fenna Helena van Broeckhuysen zelfs delen van De Grote Weede moest verkopen. Uiteindelijk kreeg Johan de havezate toch in eigendom en werd in 1654 vanwege De Grote Weede lid van de Ridderschap.
Fenna Helena nam er echter geen genoegen mee dat haar dochtertje Anna Maria geen aandeel in de erfenis kreeg en voerde van 1662 tot 1664 een proces tegen Johan. Het ging Johan inmiddels financieel niet voor de wind en hij vreesde dat hij Fenna Helena en haar dochter hun erfdeel moest gaan uitbetalen. Uiteindelijk kwam er in 1668 overeenstemming en ging De Grote Weede over in handen van Fenna Helena. Zij werd nu de enige eigenaar van De Grote Weede, aangezien dochter Anna Maria reeds was gestorven.
Het Rampjaar 1672 pakte slecht uit voor De Grote Weede. Troepen van de bisschop van Münster brachten schade toe aan het huis en de landerijen, waardoor de havezate in waarde daalde en Fenna Helena veel herstelwerk moest uitvoeren.

### Van Broeckhuysen
Helena's neef Wolter Jan van Broeckhuysen erfde in 1695 De Grote Weede. Aanvankelijk gebruikte hij de havezate om lid te worden van de Ridderschap, maar toen hij in 1708 de havezate Den Doorn erfde besloot hij om namens dat laatste huis verschreven te worden. Hierdoor had hij De Grote Weede niet langer nodig en hij gaf in 1715 deze havezate door aan Willem van Haeften (†1730), de zoon van zijn zuster Theodora. Willem trouwde in 1723, maar een jaar later stierf zijn echtgenote in het kraambed en Willem draaide nu compleet door. Hij werd zelfs een gevaar voor zijn omgeving en kwam daarom in een gesticht terecht. Wolter Jan nam de havezate weer in eigendom terug.
In 1732 erfde Willem Reint van Broeckhuysen, zoon van Wolter Jan, De Grote Weede. Nadat hij 1739 op Curaçao was overleden, vererfde de havezate naar de familie Van Voorst tot de Grimberg.

### Verkoop
In 1765 werd De Grote Weede publiekelijk geveild, maar doordat de eigenaar voortijdig overleed ging de transactie niet door. Vier jaar later werd de havezate alsnog verkocht aan de twee speculanten Hendrik Dikkers en Jan Brouwer. Zij verkochten De Grote Weede aan de pachters Harmen Jacobs en zijn vrouw Albertje Wolters, maar ze behielden zelf het recht van havezate - en dus het recht om lid te worden van de Ridderschap. Ook het boerenerf Kleine Weede, onderdeel van het goed, werd verkocht.
In 1783 kon de inmiddels weduwe geworden Albertje Wolters alsnog het recht van havezate aankopen, waarna zij het volledige goed De Grote Weede verkocht aan een verder onbekend gebleven baron van Haersolte.

### Familie Bruining
In 1792 vond opnieuw een verkoop van De Grote Weede plaats. Verkoper was toen Coenraad Willem van Haersolte. De nieuwe eigenaar Lambert Bruining overleed nog voordat de overdracht plaatsvond, waardoor de havezate aan zijn weduwe Elisabeth Pothoff toekwam. Haar zoon Gerrit Jan Bruining (1780-1860) gebruikte in de jaren twintig De Grote Weede voor religieuze bijeenkomsten die mede zouden leiden tot de kerkelijke Afscheiding van 1834. Hij overleed kinderloos.

### Nieuwe boerderij
Na het overlijden van Gerrit Jan Bruining in 1860 ging de boerderij naar Egbert Bouwmeester, zoon van Gerrits zus Marrigje. In 1880 werd een nieuwe boerderij gebouwd. Egbert en zijn vrouw bezwaarden het goed echter met grote schulden en waren uiteindelijk in 1885 gedwongen om het openbaar te laten veilen.
De nieuwe eigenaar Margaretha Daniëlla Pruimers (1858-1950) ging het boerenerf De Grote Weede niet zelf bewonen maar verpachtte het aan een boer. In 1915 liet zij de boerderij herbouwen nadat deze was afgebrand. Na haar dood werd De Grote Weede verkocht.

## Beschrijving
Mogelijk was er al vóór 1450 sprake van een versterkt huis. Op luchtfoto's en hoogtekaarten zijn even ten noorden van de voormalige havezate de contouren zichtbaar van een burchteiland met meervoudige grachten en wallen. Wanneer dit kasteel is gebouwd en weer afgebroken, is niet bekend. De familie Mulert - eigenaar in de 15e en 16e eeuw - woonde in ieder geval niet op het goed maar verbleef in Hasselt.

### Havezate
Waarschijnlijk was het Marten Grevinck die midden 16e eeuw een nieuwe woning heeft laten bouwen, even ten zuiden van het voormalige kasteelcomplex. Deze havezate zal een bescheiden stenen huis van één verdieping zijn geweest, omgeven door een gracht.
In 1675 werd De Grote Weede in het haardstedengeld aangeslagen voor twee vuursteden, zeven jaar later voor slechts één. Deze waardevermindering zal verband houden met de schade die Münsterse troepen hadden aangericht tijdens de bezetting in 1672.
In de 18e eeuw verviel de havezate tot een boerderij. De kadastrale kaart van 1832 toont een lange, rechthoekige boerderij, vermoedelijk van het type hallehuis. Hier zijn later nog bijgebouwen aan toegevoegd.  
In 1885 bestond De Grote Weede uit een boerenhuis met bakhuis, hooibergen, schuren en een varkenshok. Nadat deze boerderij in 1914 was afgebrand, volgde er op dezelfde plek nieuwbouw. Van de voorgaande boerderij is slechts een deel van de kelder behouden gebleven; van de 16e-eeuwse havezate is helemaal niets bewaard gebleven in de huidige bebouwing.  
Een 18e-eeuwse tekening van vermoedelijk Jacob Stellingwerf toont een L-vormig hoofdgebouw met twee torens en een toegangspoort. Deze afbeelding wordt echter beschouwd als fantasie.
Ahnem · Den Alerdinck · Arendshorst · Arkelstein · Averbergen · Beerze · Den Berg · Bergentheim · Blankena · Borgele · Boskamp · Boxbergen · Bredenhorst · Buckhorst · Campherbeek · Collendoorn · Den Dam · Dieze · Dingshof · Den Doorn · Hof te Dorth · Eerde · Egede · De Gelder · Gerner · Glinthuis · Gramsbergen · De Groote Scheere · De Grote Weede · De Haere · Haerst · Hagenvoorde · Heemse · Herxen · Hoenlo · Hofstede · 't Hogeholt · Hogenhof · 't Hoogehuis · Junne · Kranenburg · Krijtenberg · De Kuile · Het Laar · Langeveldslo · Leemcule · Luttenberg · Melenhorst · Mennigjeshave · Nijenhuis · Oosterveen (Junne) · Oosterveen (Nieuwleusen) · Den Ordel · De Pol (Olst) · De Pol (IJhorst) · Pothof · Rande · Rechteren · Het Reelaer · Rhaan · Rollecate · Rutenberg · Schoonheten · Schuilenburg · Vechterweerd · Velner · Venebrugge · Verborg · Voorst · Vrieswijk · Werkeren · Westerveld · Windesheim · Wittenstein · Wolfshagen · Zuthem
Den Aalshorst · Den Alerdinck · Huis Almelo · Arkelstein · Averbergen · Azoelen · Backenhagen · Bellinckhof · Den Berg · Huis Bergentheim · Beugelskamp · Beverfeurde · Blankena · Blokhuis · Hof te Boekelo · Borgbeuningen · Havezate Boskamp · Boxbergen · Havezate Brecklenkamp · Bredenhorst · Buckhorst · Campherbeek · Colckhof · Den Dam · Huis Diepenheim · Dingshof · Dubbelink · Kasteel Eerde · Egede · Havezate Elsen · Everlo · Landgoed Frieswijk · Goor · Huis Gramsbergen · Grimberg · Grotenhuis · De Haere · Haerst · Hagmeule · Slot Hardenberg · Huis Heeckeren · Huis Hengelo · Herxen · Hofstede · Hogenhof · Hoikink · Hondeborg · Katenhorst · Kevelham · Kranenburg · De Kuile · Het Laar · Leemcule · Luttenberg · Mataram · Mennigjeshave · Nijenhuis (Diepenheim) · Nijenhuis (Olst-Wijhe) · Oldemeule · Oldenhof · Olidam · Oosterhof · Huis te Ootmarsum · Den Ordel · Pekkedam · Pothof · Rande · Kasteel Rechteren · Het Reelaer · Rhaan · Rutenberg · Huis Saasveld · Scherpenzeel · Havezate Schoonheten · Havezate Schuilenburg · Singraven · Stoevelaar · Kasteel Toutenburg · Twickel · Vechterweerd · Venebrugge · Kasteel Voorst · Warmelo · Wegdam · Weldam · Weleveld · Huis Werkeren · Westerflier · Westerveld · Wittenstein · Zuthem